# Гис-мол
Гис-мол је молска лествица, чија је тоника тон гис, а као предзнак има пет повисилица.

## Варијанте лествице
На слици испод се дају видети редом, природна, хармонска и мелодијска гис-мол лествица:
У хармонском молу седми тон при повишењу прелази из фис у фисис (еквивалент тона ге), а у мелодијском гис-молу шести тон бива повишен из чистог е у еис (еквивалент тона еф).

## Познатија класична дела у ха-молу
- Етида бр. 6 у гис-молу, оп. 25, Шопен
- Прелдијум бр. 12, оп. 32, Рахмањинов
- „Сцене из детињства“, сцена бр. 10, Шуман
- Симфонијске етиде, етида бр. 9, Шуман
- Клавирска соната бр. 2, Скрјабин
- Прелудијум и Фуга у гис-молу из „Добро наштимованог клавира“, Бах